# Bis(sulfat) de diamoni i ferro hexahidrat
El bis(sulfat) de diamoni i ferro hexahidrat, antigament conegut com a sal de Mohr, és un sulfat doble amb la fórmula (NH4)2Fe(SO4)2·6H2O utilitzat com a patró per a mesures de ferromagnetisme. Deu el seu nom al químic alemany Karl Friedrich Mohr (1806-1879).